# Viorel Domocoș
Viorel Domocoș (n. 11 aprilie 1975, Bratca, România) este un fost jucător român de fotbal.